# فيليكس راموس إي دوارتي
فيليكس راموس إي دوارتي هو كاتب ومدير ومدرس كوبي، ولد في 1848 في San José de los Ramos ‏ في كوبا، وتوفي في 1924 في هافانا في كوبا.